# Nothopogon triangularis
Nothopogon triangularis är en tvåvingeart som beskrevs av Artigas och Nelson Papavero 1991. Nothopogon triangularis ingår i släktet Nothopogon och familjen rovflugor. Inga underarter finns listade i Catalogue of Life.